# W. Richard Schlickum
Wilhelm Richard Schlickum (* 22. Januar 1906 in Köln; † 30. Juli 1979 in Hattingen), häufig W. Richard Schlickum oder W. R. Schlickum geschrieben, war ein deutscher Jurist und Malakologe.

## Leben
Schlickum war der Sohn von August Schlickum (1867–1946) und Agnes Jacobsen. Sein Vater war Studienrat und Naturforscher, seine Mutter stammte aus Stavanger in Norwegen. Von 1915 bis 1924 absolvierte er das staatliche Friedrich-Wilhelm-Gymnasium in Köln. Bereits in seiner Kindheit entwickelte er eine Vorliebe für die Zoologie und die Paläontologie und sammelte zunächst gemeinsam mit seinem Vater Versteinerungen aus dem Devon. Später spezialisierte er sich auf tertiäre, quartäre und rezente Land- und Süßwasser-Mollusken. 1924 begann er unter dem Einfluss seine Onkels ein Chemiestudium, wechselte aber ein Jahr später in die Rechtswissenschaften.
Schlickum studierte in Köln, Heidelberg, Wien, München und schließlich wieder in Köln, wo er 1931 zum Dr. jur. promoviert wurde. Am  Kammergericht in Berlin bestand er 1934 die große juristische Staatsprüfung und erhielt sofort eine Anstellung bei der  Reichsschuldenverwaltung in Berlin. 1936 arbeitete er in der Steuerverwaltung und 1939 wurde er beim Regierungsrat als Großbetriebsprüfer ausgebildet. Ferner arbeitete er als Betriebsprüfungshauptsachbearbeiter am Finanzamt Charlottenburg-West. In Berlin lernte Schlickum den Landesgeologen Theodor Schmierer kennen, der seine malakologischen  Neigungen entscheidend beeinflusste. Zu Beginn des Zweiten Weltkrieges wurde Schlickum in Berlin zur Wehrmacht eingezogen. Im Januar 1940 wurde er Kriegsverwaltungsinspektor bei der Heeresstandortverwaltung in Jüterbog, 1941 Kriegsverwaltungsrat bei der Wehrkreisverwaltung in Dresden und 1942 Stabsintendant. Fronteinsätze hatte Schlickum in Frankreich, Italien und Russland, bis er in US-amerikanische Kriegsgefangenschaft geriet. Im August 1946 wurde er nach Oberelfringhausen entlassen, wo seine Familie bei den Schwiegereltern untergekommen war. Während eines Heimaturlaubs in Berlin im Juli 1943 lernte Schlickum Irene Ahrens kennen, die er im Januar 1944 heiratete. Aus dieser Ehe gingen zwei Söhne hervor.
Nach dem Krieg arbeitete Schlickum bis zur Eröffnung einer eigenen Anwaltspraxis in Köln als kaufmännischer Reisender im Unternehmen seiner Schwiegereltern und nutzte die Fahrten nach Süddeutschland dazu, die quartären Fundstellen in Streitberg, Bad  Cannstatt, Mauer und Mosbach aufzusuchen. Mit der Zeit zog er immer mehr tertiäre Fundorte mit ein, darunter das Mainzer  Becken, Ehingen, Thalfingen, die Öpfinger Schichten bei Donaurieden, die tortonen Silvana-Schichten, das Sarmatium von Steinheim am Albuch und die helvetische Molasse von Unter- und Oberkirchberg bei Ulm.
1950 erhielt Schlickum seine Zulassung zum Rechtsanwalt beim Oberlandesgericht Köln und eröffnete eine eigene Praxis. Er unternahm gezielt Sammelexkursionen zu Fundstellen fossiler Land- und Süßwasserschnecken im Ausland, darunter in Frankreich,  der Schweiz, in England (Isle of Wight), Österreich (Umgebung von Wien, Burgenland), Mähren und Ungarn. Durch den Landeskonservator Hans Karl Zöbelein erfuhr er, dass Studenten von Ferdinand Neumaier die Oncophora-Schichten Niederbayerns stratigraphisch  bearbeiteten und dass sich dort viele neue fossilhaltige Fundstellen ergeben hatten. Eine Bearbeitung dieser Fauna sollte ab 1958 in Zusammenarbeit mit Wolf-Dieter Grimm erfolgen. Grimm zeigte Schlickum zwischen 1959 und 1962 zahlreiche Fundstellen in Niederbayern, aufgrund gegensätzlicher Auffassungen in der biofaziellen und paläoökologischen  Beurteilung, kam es jedoch zu einem Abbruch der gemeinsamen Arbeit.
Im Laufe des Jahres 1968 wurde Schlickum vom Kölner Professor Friedrich Strauch eingeladen, mit ihm zusammen die neuentdeckte Fauna der Deckschichten der rheinischen Braunkohle (Tagebaue Frechen und Fortuna)  im Gebiet der Ville zu bearbeiten und diese vor der Zerstörung durch Bagger zu bewahren. Diese Arbeit gipfelte 1979 in der gemeinsamen Publikation Die Land- und Süßwassermollusken der pliozänen Deckschichten der rheinischen Braunkohle. Ab 1969 befasste sich Schlickum auch mit dem jüngeren Pliozän und dem älteren Pleistozän der Cote-d’Or.
Von 1949 an veröffentlichte Schlickum 64 malakologische Schriften, in denen er 130 neue Arten und 23 neue Gattungen beschrieb. Die  Senckenberg Gesellschaft für Naturforschung in Frankfurt am Main ernannte ihn 1967 zum wissenschaftlichen Mitarbeiter und verlieh ihm 1969 die Eiserne Senckenberg-Medaille. Die Bayerische Akademie der Wissenschaften in München ehrte ihn 1974 durch die Verleihung der Medaille Bene merenti, in Würdigung seiner Verdienste um die Erforschung der niederbayerischen Tertiär-Ablagerungen. 1940 wurde er Mitglied der Deutschen Malakozoologischen Gesellschaft. Bei der Unitas Malacologica Europaea war er maßgeblich an der Ausarbeitung der Satzung beteiligt.
Schlickums Kollektion fossiler Land- und Süßwasserschnecken umfasst 18.000 Serien. Nach seinem Tod ging diese Sammlung an das  Senckenberg Naturmuseum in Frankfurt am Main über, mit Ausnahme der tertiären Aufsammlungen des Mainzer Beckens, die der Bayerischen Staatssammlung für Paläontologie und Geologie in München vermacht wurden.
Schlickum starb im Alter von 73 Jahren an den Folgen einer Lungenentzündung.

## Dedikationsnamen
Nach Schlickum sind die fossilen Gastropoden-Arten Acicula schlickumi, Aphodius schlickumi, Ctyrokya schlickumi, Staadtiellopsis schlickumi, Tanousia schlickumi sowie die Gattung Schlickumia benannt.